# 2. HNL 2010/11
Die 2. HNL 2010/11 war die 20. Spielzeit der zweiten kroatischen Fußballliga. Die Saison begann am 21. August 2010 und endete am 29. Mai 2011.

## Modus
Die Liga wurde für diese Saison auf 16 Vereine aufgestockt. Diese traten an 30 Spieltagen jeweils zweimal gegeneinander an.
Von den ersten drei Mannschaften stieg nur NK Lučko Zagreb in die 1. HNL auf. Die Erstligalizenz für Meister HNK Gorica wurde nach Beschwerde des Vorletzten der 1. HNL, NK Istra 1961, durch den kroatischen Fußballverband widerrufen. Auch der Drittplatzierte, NK Pomorac Kostrena, hatte vergeblich versucht, durch ein Schiedsgericht die Lizenz für die erste Liga zu bekommen.
Nur die beiden Tabellenletzten stiegen in die 3. HNL ab, da es auch in der dritten Liga nur zwei Vereinen gelungen war eine Zweitligalizenz zu erhalten.

## Vereine
| Verein                 | Stadt          | Stadion                   | Kapazität |
| ---------------------- | -------------- | ------------------------- | --------- |
| NK Lučko Zagreb        | Zagreb         | Stadion Lučko             | 1.500     |
| NK Rudeš               | Zagreb         | ŠC Rudeš                  | 2.500     |
| NK Naftaš HAŠK Zagreb  | Zagreb         | ŠRC Peščenica             | 3.000     |
| Međimurje Čakovec      | Čakovec        | Stadion SRC Mladost       | 8.000     |
| NK Croatia Sesvete     | Sesvete        | Stadion ŠRC Sesvete       | 1.800     |
| NK Solin               | Solin          | Pokraj Jadra              | 4.000     |
| HNK Gorica             | Velika Gorica  | Gradski Stadion           | 8.000     |
| Croatia Slavonski Brod | Slavonski Brod | Stanko Vlajnić-Dida       | 2.000     |
| NK Junak Sinj          | Sinj           | Gradski Stadion           | 3.096     |
| HNK Suhopolje          | Suhopolje      | Stadion Park              | 8.000     |
| NK Imotski             | Imotski        | Stadion Gospin dolac      | 4.000     |
| NK Pomorac Kostrena    | Kostrena       | Žuknica                   | 3.000     |
| NK Vinogradar          | Jastrebarsko   | Mladina                   | 2.000     |
| NK Vukovar ’91         | Vukovar        | Gradski Stadion           | 8.000     |
| NK Dugopolje           | Dugopolje      | Stadion Hrvatski vitezovi | 5.200     |
| NK Mosor Žrnovnica     | Žrnovnica      | Stadion u Pricviću        | 3.000     |

## Abschlusstabelle
| Pl. | Verein                     | Sp. | S  | U  | N  | Tore    | Diff. | Punkte |
| --- | -------------------------- | --- | -- | -- | -- | ------- | ----- | ------ |
| 1.  | HNK Gorica 1 (N)           | 30  | 20 | 4  | 6  | 054:210 | +33   | 64     |
| 2.  | NK Lučko Zagreb            | 30  | 19 | 2  | 9  | 054:280 | +26   | 59     |
| 3.  | NK Pomorac Kostrena 1      | 30  | 16 | 8  | 6  | 050:230 | +27   | 56     |
| 4.  | NK Rudeš                   | 30  | 15 | 7  | 8  | 052:390 | +13   | 52     |
| 5.  | NK Imotski                 | 30  | 14 | 6  | 10 | 035:320 | +3    | 48     |
| 6.  | NK Solin                   | 30  | 13 | 6  | 11 | 035:330 | +2    | 45     |
| 7.  | Međimurje Čakovec (A)      | 30  | 12 | 6  | 12 | 053:490 | +4    | 42     |
| 8.  | NK Dugopolje (N)           | 30  | 10 | 11 | 9  | 039:300 | +9    | 41     |
| 9.  | NK Junak Sinj              | 30  | 10 | 10 | 10 | 040:340 | +6    | 40     |
| 10. | NK Vinogradar              | 30  | 12 | 4  | 14 | 043:380 | +5    | 40     |
| 11. | NK Croatia Sesvete (A)     | 30  | 12 | 4  | 14 | 037:410 | −4    | 40     |
| 12. | Croatia Slavonski Brod (N) | 30  | 11 | 6  | 13 | 042:420 | ±0    | 39     |
| 13. | NK Naftaš HAŠK Zagreb (N)  | 30  | 11 | 5  | 14 | 040:420 | −2    | 38     |
| 14. | NK Mosor Žrnovnica         | 30  | 9  | 7  | 14 | 032:410 | −9    | 34     |
| 15. | NK Vukovar ’91             | 30  | 6  | 2  | 22 | 021:830 | −62   | 20     |
| 16. | HNK Suhopolje              | 30  | 5  | 2  | 23 | 022:730 | −51   | 17     |

Platzierungskriterien: 1. Punkte – 2. Tordifferenz – 3. geschossene Tore

| (A) | Absteiger aus der 1. HNL 2009/10  |
| (N) | Aufsteiger aus der 3. HNL 2009/10 |

## Torschützenliste
| Pl. | Name            | Mannschaft             | Tore |
| --- | --------------- | ---------------------- | ---- |
| 1.  | Hrvoje Tokić    | Croatia Slavonski Brod | 19   |
| 2.  | Nikola Bucković | NK Vinogradar          | 15   |
| 3.  | Marko Tadić     | NK Rudeš               | 14   |
| 3.  | Matej Jelić     | NK Lučko Zagreb        | 14   |
| 5.  | Tomi Jurić      | NK Croatia Sesvete     | 12   |
| 5.  | Mario Garba     | Međimurje Čakovec      | 12   |
| 7.  | Boris Bajto     | HNK Gorica             | 11   |
| 7.  | Lovro Šćrbec    | NK Rudeš               | 11   |
| 9.  | Tomislav Ivičić | NK Pomorac Kostrena    | 10   |
| 9.  | Martin Šaban    | NK Pomorac Kostrena    | 10   |
| 9.  | Nikola Rak      | NK Lučko Zagreb        | 10   |